# 飯降山
飯降山（いふりやま）は、福井県福井市と大野市との境にある山である。

## 概要
標高884.3メートルで福井市としては最高峰の山である。近隣の山は荒島岳（1523メートル）。越前大野の町割りの山あての山であり、地元では五穀豊穣、治療の神の山と昔から言われ、通称は御岳さん（おたけさん）、6月には松明を持っての参詣登山の行事がある。
福井県が出版した「若越小誌」によると山頂に祀られているのは継体天皇の母である振媛とされている。
越前大野の地図や都市図によると、篠座神社の参道の延長は飯降山の頂上になっている。篠座神社は大己貴命を祀る神社で、神苑の霊水は眼の病を治すと伝えられている。

## 名前の由来
泰澄大師が、この山にいたときに、飯が天から降ってきたと伝えられる縁起からだという。
別の話としては、昔この山で三人の尼が修行をしていたところ、毎日飯が降ってくるようになったが、いつの日かこの飯を一人で食べようと考えるようになり、次々と他の二人を深い谷に突き落としたら飯が降らなくなってしまったという伝説から来ている。

## 飯降山を題材にした作品
- まんが日本昔ばなし - 1994年8月27日に放送話の中で『飯降山』として放送された。演出と文芸を担当したのは『ぼのぼの』や『忍ペンまん丸』で知られる漫画家のいがらしみきお。なお、新作としては最終回となった。